# Кет Деннінгс
Кет Деннінгс (англ. Kat Dennings, справжнє ім'я Кетрін Вікторія Литвак, англ. Katherine Victoria Litwack; нар. 13 червня 1986, Філадельфія, США) — американська акторка. Найбільш відома роллю офіціантки Макс у ситкомі каналу CBS «Дві дівчини без копійчини» (2011—2017), ролями у фільмах «Будинок кролика» (2008), «Захесник» (2009), «Тор» (2011), «Тор: Царство темряви» (2013) та інших.

## Біографія
Кетрін — молодша з п'яти дітей у сім'ї молекулярного біолога Джеральда Л. Деннінгс і поетеси та логопедки Еллі Джудіт Литвак. Її сім'я єврейського походження (з України). Навчалася вдома. Шкільний курс закінчила в 14 років. Разом з родиною у 2002-му вона перебралася в Лос-Анджелес, щоб отримати можливість професійно зайнятися акторським ремеслом. Спочатку підтримки ідея у батьків не зустріла.
Виступати Кетрін почала ще дитиною — у неї був ряд ролей в рекламних проєктах, в тому числі — в рекламі картопляних чипсів. У 2000-му вона вперше отримала велику роль — на кабельному каналі HBO, у проєкті «Секс і Місто». Потім була роль дочки Боба Сейджета на смертному проєкті «Вирощуючи тата» («Raising Dad»); слідом були ролі в телесеріалах «Без сліду» («Without a Trace») і «Клава, давай!» («Less Than Perfect»). У 2004-му Кетрін зіграла в картині «Піднеси свій голос» («Raise Your Voice»), а у 2005-му отримала роль у фільмі «Сорокалітній незайманий». У 2005-му і 2006-му у неї були епізодичні ролі в серіалі «Швидка допомога» ('ER'); надалі вона грала в «CSI: Місце злочину Нью-Йорк» ('CSI: NY') і в комедії  «Будинок великої матусі 2» ('«Big Momma's House 2») з Мартіном Ловренсом.
У 2008-му Деннінгс зіграла головну роль у картині «Витівки в коледжі» — історії про багатого тінейджера, що виступає в новій школі як психіатр; Кетрін дісталася роль головної героїні та любовного інтересу самого Бартлетта. Слідом була роль в «Хлопцям це подобається» з Анною Фаріс і в «плейліста Ніка і Нори» з Майклом Серою. За останню картину Кет була номінована на премію «Саттелітт» як «Найкраща акторка в мюзиклі або комедії».
У 2009 Деннінгс зіграла в «Людина, яка все знав» («The Answer Man») — історії про зоряного автора, чиї маніфести стають буквально новою Біблією. У тому ж році вона отримала роль в похмурому дитячому фільмі Роберта Родрігеса «Камінь бажань».
Деннінгс знялася у фільмі «Захесник» і в романтичній комедії «Liars (AE)».
У 2011—2017 роках виконувала головну роль у серіалі-ситкомі «Дві дівчини без копійчини» — офіціантка Макс Блек.
З січня 2001 по 20 лютого 2010 року акторка вела блог на своєму сайті. Пізніше перейшла на YouTube, де продовжила займатися відеоблогінгом. 

## Особисте життя
У 2005-му зустрічалася з Айрою Девідом Вудом-четвертим; з 2007 року її часто бачили в компанії Метью Грея Габлер.
З 2011 по 2014 рік зустрічалася з партнером по серіалу «Дві дівчини без копійчини» Ніком Зано.
З дитячих років має жовтий пояс карате; пристрасна читачка. Питаннями релігії Деннінгс особливо не переймається, хоча і визнає значущість юдаїзму для свого життя.

## Фільмографія
| Рік       |    | Українська назва              | Оригінальна назва                  | Роль                       |
| --------- | -- | ----------------------------- | ---------------------------------- | -------------------------- |
| 2000      | с  | Секс і місто                  | Sex and the City                   | Дженні Брайер (S3-E15)     |
| 2001—2002 | с  |                               | Raising Dad                        | Сара Стюарт (головна роль) |
| 2002      | тф | Примарна команда              | The Scream Team                    | Клер Керлайл               |
| 2003      | с  | Без сліду                     | Without a Trace                    | Дженніфер Нортон (S2-E06)  |
| 2004      | с  | CSI: Місце злочину            | CSI: Crime Scene Investigation     | Міссі Вілсон (S4-E15)      |
| 2004      | ф  | Піднеси свій голос            | Raise Your Voice                   | Слоан                      |
| 2005      | ф  | Це сталося в долині           | Down in the Valley                 | Ейпріл                     |
| 2005      | ф  | Сорокалітній незайманий       | The 40-Year-Old Virgin             | Марла                      |
| 2005      | ф  | Лондон                        | London                             | Ліллі                      |
| 2005      | с  | CSI: Місце злочину: Нью-Йорк  | CSI: NY                            | Сара Ендекотт (S2-E07)     |
| 2005—2006 | с  | Швидка допомога               | ER                                 | Зої Батлер (5 епізодів)    |
| 2006      | ф  | Дім великої матусі 2          | Big Momma's House 2                | Моллі Фуллер               |
| 2007      | ф  | Витівки в коледжі             | Charlie Bartlett                   | Сьюзен Гарднер             |
| 2008      | ф  | Хлопцям це подобається        | The House Bunny                    | Мона                       |
| 2008      | ф  | Будь моїм хлопцем на 5 хвилин | Nick and Norah's Infinite Playlist | Нора                       |
| 2009      | ф  | Людина, яка все знала         | The Answer Man                     | Далія                      |
| 2009      | ф  | Чарівний камінь               | Shorts                             | Стейсі Томпсон             |
| 2009      | ф  | Захесник                      | Defendor                           | Кет                        |
| 2010      | ф  | Нація мрійників               | Daydream Nation                    | Керолайн Векслер           |
| 2011      | ф  | Тор                           | Thor                               | Дарсі Льюїс                |
| 2011—2017 | с  | Дві дівчини без копійчини     | 2 Broke Girls                      | Макс Блек (головна роль)   |
| 2012      | ф  | Написати любов на її руках    | To Write Love on Her Arms          | Рене Йохі                  |
| 2013      | ф  | Тор 2: Царство темряви        | Thor: The Dark World               | Дарсі Льюїс                |
| 2014      | ф  | Приміська готика              | Suburban Gothic                    | Бекка Томпсон              |
| 2015      | ф  | Голлівудські пригоди          | Hollywood Adventures               | камео                      |
| 2015—2018 | с  | Історія напідпитку            | Drunk History                      | різні ролі (3 епізоди)     |
| 2019—2022 | с  | Лялечки                       | Dollface                           | Джулз Вайлі (20 епізодів)  |
| 2021      | с  | ВандаВіжен                    | WandaVision                        | Дарсі Льюїс (5 епізодів)   |
| 2021—2024 | мс | А що як...?                   | What If...?                        | Дарсі Льюїс (4 епізоди)    |
| 2022      | ф  | Тор: Любов і грім             | Thor: Love and Thunder             | Дарсі Льюїс                |
| 2025      | с  | Зміна передач                 | Shifting Gears                     | Райлі (головна роль)       |